# Feldstraße (métro de Hambourg)
Feldstraße (en allemand : U-Bahnhof Feldstraße) est une station de la ligne U3 du métro de Hambourg. Elle se situe dans le quartier de St. Pauli, dans l'arrondissement de Hambourg-Mitte, à Hambourg en Allemagne.

## Situation sur le réseau

Plan de la ligne U3
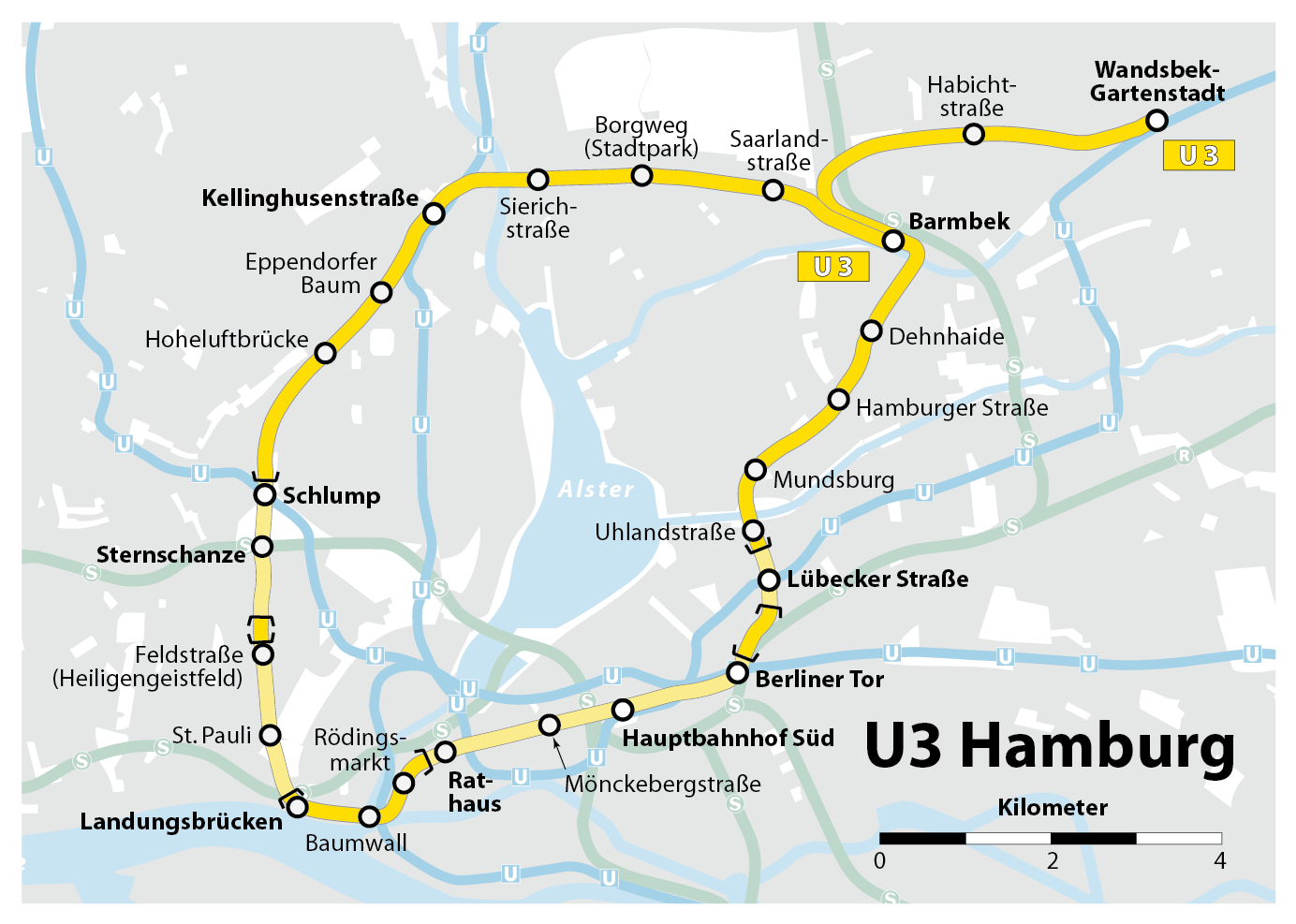
Ligne U3.

## Histoire
La station ouvre le 25 mai 1912 dans le cadre de la ligne périphérique. En 1926, la plate-forme est étendue à sa longueur actuelle d'environ 90 mètres, ce qui permet d'utiliser des trains de 6 voitures. En 1954, l'installation reçoit un nouveau bâtiment d'accès conçu par Hans Loop. C'était une nécessité, car l'ancienne sortie donnait directement sur la Feldstraße et était beaucoup trop petite, surtout quand la fête foraine avait lieu sur le Heiligengeistfeld voisin, d'autant plus que cette station de métro était un important point de transfert vers le tram. Pour cette raison, le hall d'accès actuel est en retrait et dispose d'un vaste parvis entouré de commerces. Les tramways fonctionnent ici jusqu'en juin 1975.
En 1996, l'arrêt est repensé esthétiquement et de nouveaux carreaux muraux sont installés. La dernière rénovation remonte à 2007, lorsque le hall d'entrée est un peu dégagée.

## Services aux voyageurs

### Accès et accueil
La station de métro se situe en bordure du Heiligengeistfeld dans le tunnel à simple profondeur et perpendiculaire à la Feldstraße, qui lui donne son nom. Deux escaliers, qui commencent à peu près au milieu de la plate-forme, mènent l'un vers l'autre dans le spacieux bâtiment d'accès. En 2014, elle est rendue accessible aux personnes handicapées en surélevant la plate-forme, en mettant en place un système de guidage et en installant un ascenseur.
En temps normal, 17 153 personnes montant et descendant utilisent l'arrêt chaque jour (du lundi au vendredi en 2019), mais il y en a beaucoup plus pendant la fête foraine et pendant les jours de match du FC St. Pauli. 

### Intermodalité
À la station de métro Feldstraße, il y a une transition vers les lignes de bus de métro 3 et 17 ainsi que vers le bus express X3.